# Torre de Bellesguard (l'Arboç)
|  | Aquest article tracta sobre la casa de l'Arboç. Si cerqueu l'edifici de Barcelona, vegeu «Torre Bellesguard». |

La Torre de Bell Esguart és un xalet a la vila de l'Arboç protegit com a bé cultural d'interès local. La Torre del Bell Esguart,  Cal Pons (nom de l'arquitecte i primer propietari) o bé la Casa Lluch (nom dels seus propietaris l'any 1974), fou construïda el 1898 per l'arquitecte Joan Baptista Pons i Trabal de Barcelona. En els anys setanta el fill del Sr. Pons, Antoni Pons i Domínguez, va vendre l'edifici a l'actual propietari (1974), el Sr. Lluch, que hi portà a terme una encertada tasca de restauració.
L'edifici es troba fent cantonada entre la carretera de Banyeres i la baixada de Bonsoms, que mena a la carretera general. És una casa de grans dimensions i tota és rodejada per una tanca de petits merlets. L'estructura és complexa i difícil de descriure. Consta de soterrani i pis noble. Les finestres del pis noble són totes emmarcades per un trencaaigües. Destaca, a la part del darrere, una bonica torre de planta circular, rodejada a la part superior per una barana de pedra sostinguda per mènsules i rematada per un penell. Té un gran parc natural amb un petit llac que s'estén per la banda de sota de l'edifici.